# Miner River (Liverpool Bay)
Der Miner River ist ein 265 km langer Zufluss der Beaufortsee in den Nordwest-Territorien im Norden Kanadas.

## Verlauf
Der Miner River durchquert eine weitgehend unbewohnte Tundralandschaft jenseits des Polarkreises. Er hat seinen Ursprung im östlichen der beiden Lost Reindeer Lakes auf einer Höhe von etwa 260 m. Er fließt anfangs etwa 30 km nach Norden. Anschließend wendet sich der Miner River in Richtung Nordnordost. Der Sitidgi Lake befindet sich etwa 13 km weiter westlich. Der Miner River bildet nun zahlreiche, teils enge, Flussschlingen aus. Der Fluss erreicht schließlich das obere Ende der Liverpool Bay, eine langgestreckte Bucht, die sich zur Beaufortsee hin öffnet. Dort mündet auch der weiter östlich fließende Kugaluk River. Der Miner River spaltet sich in zwei kurze Mündungsarme auf und vereinigt sich mit dem Kugaluk River in dessen Mündungsbereich.